# Würflach
Würflach est une commune autrichienne du district de Neunkirchen en Basse-Autriche.